# Північнофризька мова
Північнофри́зька мо́ва (freesk, frasch, fräisch, freesch) — одна із фризьких мов, що у складі західної підгрупи мов германських.
У північнофризькій мові існує 11 діалектів, котрі поділяються на континентальну — 2, та острівну групи — 9; розмовляють мовою близько 80—100 тисяч мовців, постійне знання — у вдвічі більшого числа людей, постійних носіїв — близько 50 тисяч, що становить третину населення регіону в Північній Фризії, на островах Амрум, Гельголанд, Зюльт, Фер (острів), земля Шлезвіг-Гольштейн, повсякденно послуговуються північнофризькою мовою 8―10 тисяч людей. Писемність базується на латиниці.
Діалекти північнофризької мови:
- Sölring
- Fering
- Öömrang
- Halligfriesisch
- Halunder
- Wiedingharder

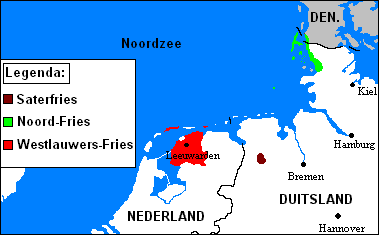
Зеленим зображено поширення північнофризької мови

- Karrharder Friesisch (під загрозою зникнення)
- Bökingharder Friesisch
- Mittelgoesharder Friesisch
- Südergoesharder Friesisch (останній носій помер 10 жовтня 1981-го)
- Nordergoesharder Friesisch (під загрозою зникнення).

Fering і Bökingharder Friesisch є найбільш поширеними діалектами. Для великих діалектів північнофризької мови складено тлумачники та граматики, ними пишуться літературні твори. Станом на 2006—2007 навчальні роки у Шлезвіг-Гольштейні навчання північнофризькою мовою проводилося у 27 школах, переважно початкових. Детальніше вивчити мову є можливість в універистетах Кіля і Фленсбурга.
Станом на 2010-ті роки мова північнофризька витісняється із вжитку стандартною німецькою, кількість мовців постійно знижується.
Занесена до «Червоної книги мов під загрозою» ЮНЕСКО як така, що перебуває під серйозною загрозою. Мова захищається Європейською хартією регіональних мов або мов меншин.
Наукові дослідження північнофризької мови почалися в 19 столітті. Материкові та острівні досить відрізняються, оскільки принесені фризькими іммігрантами різних сторіч. Діалекти острова Зюльт і навколишні виникли близько 800 року, Амрум, Гельголанд і Фер — приблизно в 1100 році; окремі діалектні ділянки мали мало контактів, тому є хоча і взаємозрозумілими, але не взаємозамінними.

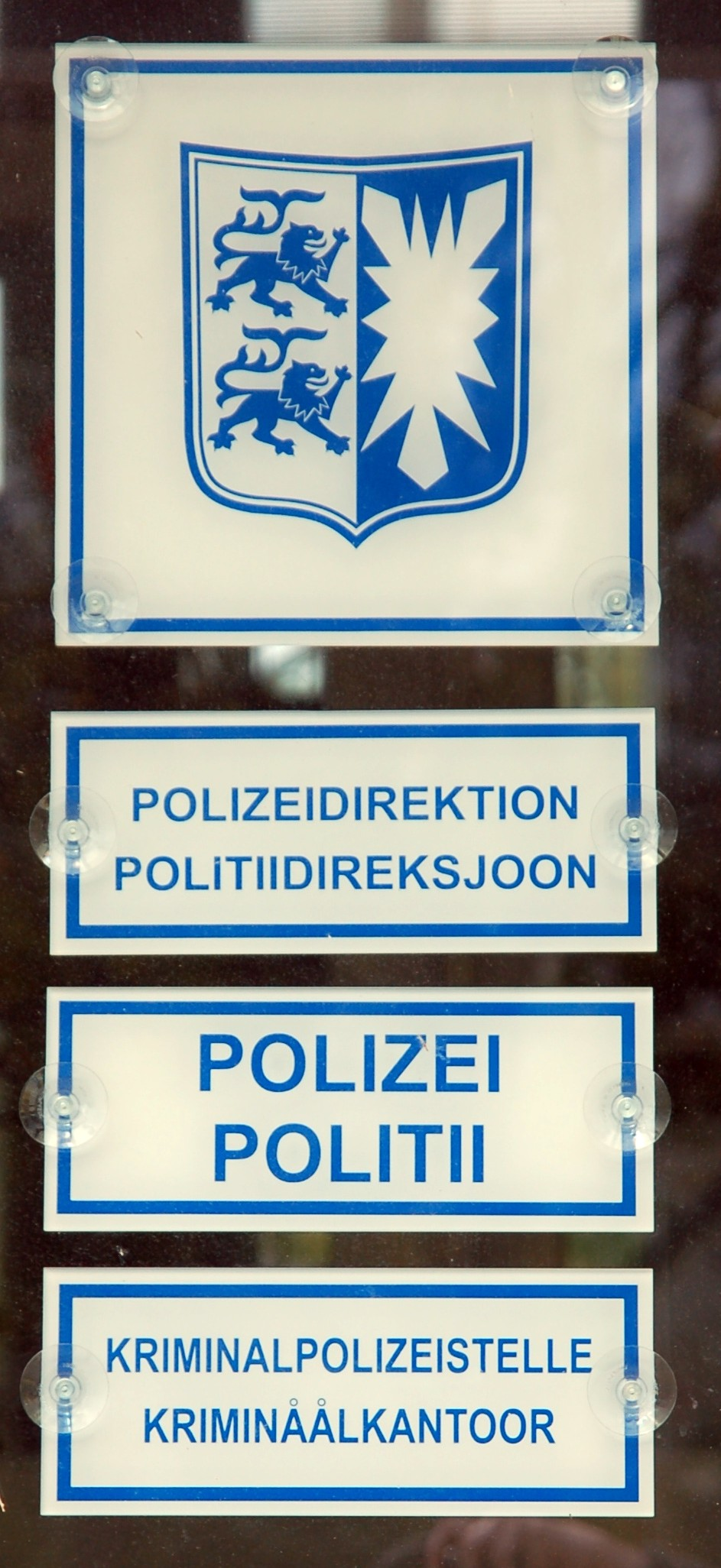
двомовний напис на поліційному відділку міста Гузум

Північні фризькі діалекти на півострові Ейдерштедт поглинаються нижньонімецькими говірками; розмовляли північнофризькою й на острові Штранд, однак він був зруйнований 1634-го повінню Бурхарді. На східній частині островів — сучасний Нордштранд — створилися вкрай важкі умови для проживання, мешканці повертаються на батьківщину. На острові Пельворм — залишку Штранду — де була поширена західна гілка північнофризької мови — теж досить швидко відбулася асиміляція. Розмовляли північнофризькою і в місті Вік-ауф-Фер, дослідники завважують, що на північ від німецько-данського кордону вона також була поширена.